# Osama bin Laden
Osama bin Awad bin Mohammed bin Laden (arapski: أسامة بن محمد بن عوض بن لادن, Rijad, 10. ožujka 1957. – Bilal Town, Abbottabad, 2. svibnja 2011.), bio je jedno od 52 djece Muhameda bin Ladena, jednog od najbogatijih građevinskih poduzetnika u Saudijskoj Arabiji i neke od njegovih nebrojenih žena. 

## Početci
Kada je Muhamed bin Laden poginuo u padu helikoptera 1968. godine njegovo golemo građevinsko carstvo Bin Laden Group prešlo je u vlasništvo djece. Dok je studirao management i ekonomiju na sveučilitšu Kralja Abdula Azina u Jiddahu Osama je bio pod velikim utjecajem jednog od svojih profesora. Riječ je o muslimanskom fundamentalistu šeiku Abdulahu Azamu (koji je kasnije postao jedna od glavnih ličnosti u Afganistanu). Azam se posvetio oslobađanju islama od stranih utjecaja i uvođenju mladih muslimana u čvrste temelje vjere. Pored Azama na Osamu je utjecao i čuveni islamski pisac i filozof Muhamed Kutub. U to doba Osama je svoj smisao vjere tada pronašao u financiranju obnove nekoliko džamija u svetim gradovima Meki i Medini. No, vremenom Osama je postajao sve radikalniji u svojim stajalištima. Kada je Sovjetski Savez intervenirao u Afganistanu 26. prosinca 1979. godine bin Laden je bio jedan od tisuća muslimana koji su se odazvali pozivu na džihad protiv onoga što su oni vidjeli kao bezbožničku snagu koja je napala braću u Afganistanu. Otputovao je u Peshawar, pogranični grad u Pakistanu koji je bio logističko središte snaga koje su se odupirale sovjetskoj invaziji. S financijskim sredstvima obiteljske tvrtke organizirao je i financirao snage koje su se odupirale Sovjetima. To je uključivalo kupovinu oružja, uspostavu kampova za obuku te dostavu hrane i lijekova. Kao pripadnik mudžahedina Osama bin Laden je sudjelovao u nekoliko bitaka, uključujući tu krvavu opsadu Jalabada koja je označila kraj sovjetske okupcije Afganistana 1989. godine. Zbog svojih zasluga Laden je slavljen kao heroj i u Afganistanu i u svojoj domovini. Nakon završetka rata u Afganistanu vratio se u domovinu gdje se posvetio radu u Bin Laden Group. Iako poduzetnik sam je sebi zadao oštra pravila poslovanja koja su osiguravala da posao uvijek ima predznak islamskog. Tako, na primjer, nikada ne investira u neislamske zemlje. Ne služi se bankama ako to nije apsolutno nužno. Ne vjeruje bankama i burzama jer je opsjednut idejom kako njih kontroliraju Židovi. U skladu s tim zemlje arapskog poluotoka te Sirija, Pakistan, Afganistan i Sudan jedine su zemlje u kojima je ikada bio. Sve priče o njegovim putovanjima u Švicarsku, na Filipine i u London nikada nisu potkrepljene konkretnim dokazima.
Kada su američke trupe iz Saudijske Arabije izvršile upad u susjedni Kuvajt u kolovozu 1990. godine njegov gnjev postao je još žešći. Smatrao je kako je Sjedinjenim Državama stalo samo do očuvanja njihovih naftnih interesa na Srednjem Istoku i vjerovao je kako će kada dođu američke trupe tamo zauvijek ostati. U anti sadamovskoj koaliciji vidio je samo snagu koja želi zaštiti Izrael koji je po njemu najveći neprijatelj arapskog svijeta. Zbog ovakvog stava saudijska vlada stavila je jedno vrijeme Osamu Bin Ladena u kućni pritvor. U travnju 1991. godine Osama Bin Laden je napustio Saudijsku Arabiju i preselio se u Sudan gdje je militantna islamska vlada preuzela vlast. Sa svojim nasljedstvom, procijenjenim na 250 milijuna dolara investirao je u ovoj siromašnoj zemlji. Započeo je nekoliko legalnih poslova, uključujući tu i veliku građevinsku tvrtku. Istovremeno počeo je širiti organizaciju Al Qaeda (na arapskom: baza), mrežu mudžahedinskih veterana i drugih islamskih militarista, koju je osnovao pred kraj afganistansko-sovjetskog konflikta. Preko Al Qaede povezao se sa sličnim terorističkim grupama kao što su egipatski Al Džihad, iranski Hezbolah, sudanski Nacionalni islamski front terorističkim skupinama u Jemenu, Saudijskoj Arbaiji i Somaliji. Uskoro su Sjedinjene Države postale njegov glavni cilj. Dana 3. listopada 1993. godine osamnaest američkih vojnika je ubijeno u pucnjavi u glavnom gradu Somalije Mogadišuu. 
Do sredine 1990-ih ime Osame bin Ladena bilo je povezano s većinom značajnih terorističkih aktivnosti. Uključujući tu i postavljenje bombe u Svjetskom trgovačkom centru u New Yorku 1993. godine. Tom prilikom poginulo je šest ljudi. Godine 1994. vlada Saudijske Arabije oduzela mu je državljanstvo i zamrznula njegovu imovinu. Također najuža obitelj javno se odrekla Osame bin Ladena. U kolovozu 1995. Osama je pisao kralju Fahdu pozivajući ga na gerilski rat protiv američkih trupa stacioniranih u Saudijskoj Arabiji.
Dana 7. kolovoza 1998. godine, točno osam godina nakon što su američke snage stigle u Saudijsku Arabiju za vrijeme Zaljevskog rata dva kamiona bombe eksplodirale su ispred američkog veleposlanstva u Nairobiju u Keniji te Dar es Salamu u Tanzaniji. Napad u Nairobiju ubio je 213 ljudi, a ranio 4500. U Dar es Salamu ubijeno je 11 ljudi i 85 je ranjeno. Kao i u prijašnjim napadima Osama je porekao svoju upletenost. No, odali su ga faksovi koje je slao terorističkim ćelijama u Londonu.
Godine 1999. FBI ga je uvrstio među deset najtraženijih osumnjičenika zbog njegove umiješanosti u napade na američka veleposlanstva u Keniji i Tanzaniji u 1998.
Vrhunac je dosegnut 11. rujna 2001. kada su teroristi oteli četiri aviona na komercijalnim letovima i s dva aviona zaletjeli se u Svjetski trgovački centar. Treći avion strmoglavio se na Pentagon u Washingtonu dok se četvrti avion srušio u Pennsylvaniji jer su putnici pružili otpor teroristima. Kao po pravilu Osama bin Laden porekao je svoju upletenost u ove događaje ali ih je pozdravio. Unatoč tome postao je prvoosumnjičeni. Nedugo nakon napada na Svjetski trgovački centar američki predsjednik George W. Bush zatražio je od afganistanskih vlasti da predaju Osamu bin Ladena. Oni su to odbili i uslijedio je američki oružani odgovor početkom listopada 2001. godine. To je dovelo do pada talibanske vlasti u Afganistanu ali ne i do uništenja terorističke mreže Al Qaede i hvatanja Osame bin Ladena. Američki Navy SEALsi usmrtili su bin Ladena iza 01:00 ujutro, 2. svibnja 2011. u njegovom kompleksu u Abottabadu.

## Vanjske poveznice
|  | Zajednički poslužitelj ima još gradiva o temi Osama bin Laden |